# Navy CIS/Staffel 3
Die dritte Staffel der US-amerikanischen Dramaserie Navy CIS feierte ihre Premiere in den USA am 20. September 2005 auf dem Sender CBS. Das Finale wurde am 16. Mai 2006 gesendet. In Deutschland startete die Staffel am 16. März 2006 auf Sat.1 und wurde am 7. Januar 2007 mit der letzten Folge der Staffel wieder beendet.

## Darsteller
| Rollenname                           | Schauspieler      | Synchronsprecher  |
| ------------------------------------ | ----------------- | ----------------- |
| Special Agent Leroy Jethro Gibbs     | Mark Harmon       | Wolfgang Condrus  |
| Special Agent Anthony „Tony“ DiNozzo | Michael Weatherly | Norman Matt       |
| Abigail „Abby“ Sciuto                | Pauley Perrette   | Antje von der Ahe |
| Special Agent Timothy „Tim“ McGee    | Sean Murray       | Marius Clarén     |
| Dr. Donald „Ducky“ Mallard           | David McCallum    | Eberhard Prüter   |
| Liaison Officer Ziva David           | Coté de Pablo     | Maria Koschny     |
| Director Jennifer „Jenny“ Shepard    | Lauren Holly      | Arianne Borbach   |

## Episoden
| Nr. (ges.) | Nr. (St.) | Deutscher Titel            | Originaltitel      | Erstausstrahlung USA | Deutschsprachige Erstausstrahlung (D) | Regie               | Drehbuch                             | Zuschauer (DE) |
| --- | --------- | -------------------------- | ------------------ | -------------------- | ------------------------------------- | ------------------- | ------------------------------------ | -------------- |
| 47 | 1         | Das Duell – Teil 1         | Kill Ari (Part I)  | 20. Sep. 2005        | 16. März 2006                         | Dennis Smith        | Donald P. Bellisario                 | 3,85 Mio.      |
| Gibbs und sein Team müssen den Tod ihrer Kollegin Kate verarbeiten, da taucht die israelische Agentin Ziva David auf, um den Täter Ari zu schützen. Derweil wird Ducky von Ari gefangen genommen, um ihn davon zu überzeugen, dass er unschuldig wäre. Auch ein Wechsel in der Führungsspitze findet statt: Neuer Director wird Jenny Shepard, mit der Gibbs eine gemeinsame Vergangenheit hat. |           |                            |                    |                      |                                       |                     |                                      |                |
| 48 | 2         | Das Duell – Teil 2         | Kill Ari (Part II) | 27. Sep. 2005        | 23. März 2006                         | James Whitmore, Jr. | Donald P. Bellisario                 | 3,78 Mio.      |
| Ari ist noch immer auf der Flucht. Doch in Gibbs’ Keller kommt es zum Showdown. Als Ari sich als Doppelagent der Hamas zu erkennen gibt, wird er von seiner Halbschwester Ziva erschossen. |           |                            |                    |                      |                                       |                     |                                      |                |
| 49 | 3         | Der Mann in der Todeszelle | Mind Games         | 4. Okt. 2005         | 30. März 2006                         | William Webb        | Jeffrey Kirkpatrick & John C. Kelley | 3,53 Mio.      |
| Der zum Tode Verurteilte Kyle Boones ist bereit, die Verstecke seiner Leichen preiszugeben, wenn seine Hinrichtung aufgeschoben wird. Gibbs soll ihn verhören, denn er war es, der den Psychopathen dingfest gemacht hat. Doch dann tauchen weitere Leichen auf, die die Handschrift des Mörders in der Todeszelle haben – ein Trittbrettfahrer oder hat der Mörder einen Lehrling? Auch Agent Paula Cassidy gerät in Gefahr |           |                            |                    |                      |                                       |                     |                                      |                |
| 50 | 4         | Sarg aus Eisen             | Silver War         | 11. Okt. 2005        | 6. Apr. 2006                          | Terrence O’Hara     | John C. Kelley & Joshua Lurie        | 3,89 Mio.      |
| Ziva, die Mossad-Agentin, wurde von der neuen Direktorin Shepard in Gibbs’ Team beordert, dem das ganz und gar nicht gefällt, denn das Team hat den Tod von Kate noch nicht verkraftet. Derweil findet die Anthropologin Dr. Elaine Burns eine Leiche in der Uniform eines Unionssoldaten in einem Sarg aus dem Bürgerkrieg. Allerdings mit Handy und "Hundemarken", die ihn als Marine Warren Sorrow ausweisen. Die Spur führt in Kreise der "Civil War Reenacter". |           |                            |                    |                      |                                       |                     |                                      |                |
| 51 | 5         | Rollentausch               | Switch             | 18. Okt. 2005        | 13. Apr. 2006                         | Thomas J. Wright    | Gil Grant                            | 3,44 Mio.      |
| Petty-Officer Jerry Smith wird während einer Autofahrt von einem anderen Wagen aus angeschossen, kommt von der Straße ab und stirbt. Bei den Ermittlungen werden die Agents am Arbeitsplatz des Opfers einem noch lebenden Officer mit demselben Namen vorgestellt – war der Tote nicht der, für den er gehalten wurde? Und wie erklärt man das seiner Frau? |           |                            |                    |                      |                                       |                     |                                      |                |
| 52 | 6         | Voyeure im Netz            | The Voyeur’s Web   | 25. Okt. 2005        | 20. Apr. 2006                         | Dennis Smith        | David North                          | 3,86 Mio.      |
| Über einen Livestream wird beobachtet, wie der Frau eines Marines bei einer Strip-Show vor ihrer Webcam mit einem Messer die Kehle durchschnitten wird. Auch ihre Freundin wird vermisst. Abby und ihr neuer Assistent Charles Sterling finden nach einigen Ermittlungen aber heraus, dass es sich um ein Trickmesser handelt. |           |                            |                    |                      |                                       |                     |                                      |                |
| 53 | 7         | Projekt „Honor“            | Honor Code         | 1. Nov. 2005         | 13. Aug. 2006                         | Colin Bucksey       | Christopher Silber                   | 3,81 Mio.      |
| Ein Captain wird entführt. Dabei kann sein 6-Jähriger hochbegabter Sohn die Täter beobachten. Gibbs findet heraus, dass der Captain an einem geheimen Forschungsprojekt mitgemacht hat und nur er das Passwort kennt. Kann das Team die Entführer finden, bevor sie ihn umbringen? |           |                            |                    |                      |                                       |                     |                                      |                |
| 54 | 8         | Goldherz                   | Under Covers       | 8. Nov. 2005         | 20. Aug. 2006                         | Aaron Lipstadt      | Lee David Zlotoff                    | 3,54 Mio.      |
| Tony und Ziva sind undercover als Serienkillerpärchen unterwegs. Was sie nicht ahnen können, das echte Paar, das inzwischen bei Ducky in der Autopsie liegt, wollte aus dem Geschäft aussteigen, was tödliche Folgen hat. Schwierig ist auch, die Daten zu finden, hinter denen die Auftraggeber her sind, da sie an einem ungewöhnlichen Ort versteckt sind. |           |                            |                    |                      |                                       |                     |                                      |                |
| 55 | 9         | In der Falle               | Frame Up           | 22. Nov. 2005        | 27. Aug. 2006                         | Thomas J. Wright    | Laurence Walsh                       | 3,29 Mio.      |
| Die abgetrennten Beine einer Frau werden auf einem Übungsgelände gefunden. Die Indizien legen nahe, dass der Mörder Tony ist. FBI-Agent Fornell bleibt nichts anderes übrig, als DiNozzo zu verhaften, bis Gibbs Tonys Unschuld beweisen kann. Bald gerät ein ehemaliger Forensiker in Verdacht, dem Tony einst unsaubere Arbeit nachwies. Aber wie kam der Täter so nah heran, dass er die "Beweise" deponieren konnte? |           |                            |                    |                      |                                       |                     |                                      |                |
| 56 | 10        | Drei Kugeln                | Probie             | 29. Nov. 2005        | 3. Sep. 2006                          | Terrence O’Hara     | Frank Cardea & George Schenck        | 3,53 Mio.      |
| Bei einem Personenschutz-Einsatz erschießt McGee einen Verdächtigen, weil er im Halbdunkel eine Waffe zu erkennen glaubt und einen Schuss hört. Später stellt sich heraus, dass der Tote Polizist im Undercover-Einsatz gegen Drogengeschäfte war. Gegen McGee wird ermittelt, wird er es schaffen, zu beweisen, dass er unschuldig ist? |           |                            |                    |                      |                                       |                     |                                      |                |
| 57 | 11        | Boot Camp Babes            | Model Behavior     | 13. Dez. 2005        | 10. Sep. 2006                         | Stephen Cragg       | David North                          | 3,44 Mio.      |
| Auf einem Navy-Stützpunkt finden die Dreharbeiten zu einer Reality-Show statt: drei Models werden beim Marine Corps ausgebildet. Eines Nachts wird ein Model tot auf einem Zaun hängend aufgefunden. Sie war vor dem Drehbeginn noch drogensüchtig – hat sie einen Rückfall erlitten? Auch ihr Ex-Freund und -Drogenlieferant wird tot aufgefunden. |           |                            |                    |                      |                                       |                     |                                      |                |
| 58 | 12        | Die Spur des Geldes        | Boxed In           | 11. Jan. 2006        | 17. Sep. 2006                         | Dennis Smith        | Dana Coen                            | 3,29 Mio.      |
| Auf einem Hafengelände gibt es Hinweise, dass etwas geschmuggelt werden soll. Während Tony und Ziva gerade durch das Dock patrouillieren, finden sie einen verdächtigen Container. Sie werden von den Schmugglern überrascht, im Feuergefecht in den Container zurückgedrängt und dort eingesperrt, bevor sie Gibbs verständigen können. Dort finden sie dann eine große Menge Falschgeld. Als der Container bewegt wird, werfen sie die Geldscheine durch die Lüftungslöcher. |           |                            |                    |                      |                                       |                     |                                      |                |
| 59 | 13        | Ein langer Sonntag         | Deception          | 17. Jan. 2006        | 24. Sep. 2006                         | Leslie Libman       | Jack Bernstein                       | 3,31 Mio.      |
| Ein Anruf trifft beim NCIS ein: ein weiblicher Navy-Commander gibt an, entführt worden zu sein. Erst wird angenommen, sie wurde wegen ihrer Mitarbeit an einem gerade ablaufenden Nukleartransport gekidnappt – später stellt sich aber heraus, dass sie einem Pädophilen auf der Spur war. |           |                            |                    |                      |                                       |                     |                                      |                |
| 60 | 14        | Schläfer                   | Light Sleeper      | 24. Jan. 2006        | 1. Okt. 2006                          | Colin Bucksey       | Christopher Silber                   | 3,45 Mio.      |
| Zwei koreanischstämmige Frauen werden tot im Haus ihrer Nachbarin auf dem Stützpunkt Quantico aufgefunden, aber bevor das Team den Fall klären kann, wird diese scheinbar entführt. Ist sie eine nordkoreanische Agentin oder hat sich durch ihr neugeborenes Kind alles geändert? |           |                            |                    |                      |                                       |                     |                                      |                |
| 61 | 15        | Kopfsache                  | Head Case          | 7. Feb. 2006         | 8. Okt. 2006                          | Dennis Smith        | Frank Cardea & George Schenck        | 3,68 Mio.      |
| Bei einer Razzia in einer von Matrosen betriebenen illegalen Werkstatt finden Gibbs und seine Leute nicht nur gestohlene Autos, sondern auch einen menschlichen Kopf. Er wird als Navy Captain Parker Wayne identifiziert und ist laut seinem Obduzenten an einem Herzinfarkt gestorben. Gibt die Anwältin des Autobesitzers trotz ihrer Beharrlichkeit die fehlenden Informationen preis oder führen die Indizien zum Täter? |           |                            |                    |                      |                                       |                     |                                      |                |
| 62 | 16        | Familiengeheimnis          | Family Secret      | 28. Feb. 2006        | 15. Okt. 2006                         | James Whitmore, Jr. | Steven Binder                        | 3,15 Mio.      |
| Der Krankenwagen, der die Leiche eines Marines in ein Navy-Krankenhaus bringen soll, explodiert. Schnell stellt sich heraus, dass es kein Unfall war und die DNA nicht zu der des Soldaten passt. Während das Team an einen unglaublichen Zufall glaubt, zieht Gibbs seine eigenen Schlüsse. |           |                            |                    |                      |                                       |                     |                                      |                |
| 63 | 17        | Bärenjäger                 | Ravenous           | 7. März 2006         | 22. Okt. 2006                         | Thomas J. Wright    | Richard Arthur                       | 3,36 Mio.      |
| Im Shenandoah-Nationalpark wird im Kot eines Bären die Hundemarke eines Navy Officers gefunden. Später wird seine Leiche von einem Bären gefressen gefunden. Dabei stellt sich heraus, dass er nicht alleine zelten war. Wo ist seine Partnerin? |           |                            |                    |                      |                                       |                     |                                      |                |
| 64 | 18        | Der letzte Sonnenuntergang | Bait               | 14. März 2006        | 12. Nov. 2006                         | Terrence O’Hara     | Laurence Walsh                       | 3,66 Mio.      |
| Ein Junge, der eine Bombe umgeschnallt hat, hat im Klassenzimmer einige Mitschüler als Geiseln genommen. Er will bis Sonnenuntergang seine Mutter sehen, doch die ist tot. Als dann auch noch Gibbs im Austausch gegen eine Schülerin in der Gewalt des Schülers gehalten wird, spitzt sich die Lage zu. Das Team unter der Leitung Tonys erkennt, dass der Junge von außen gesteuert wird. |           |                            |                    |                      |                                       |                     |                                      |                |
| 65 | 19        | Tot im Eis                 | Iced               | 4. Apr. 2006         | 19. Nov. 2006                         | Dennis Smith        | Dana Coen                            | 3,74 Mio.      |
| Im Winter werden vier Leichen in einem eingefrorenen Teich entdeckt. Es handelt sich um einen Marine-Soldaten und drei Straßengangster aus El Salvador. Die Ermittler vermuten dahinter einen Racheakt aufgrund eines alten Falles. Doch die Untersuchungen bringen noch viel mehr ans Licht. |           |                            |                    |                      |                                       |                     |                                      |                |
| 66 | 20        | Das Leck                   | Untouchable        | 18. Apr. 2006        | 26. Nov. 2006                         | Leslie Libman       | Frank Cardea & George Schenck        | 3,82 Mio.      |
| Lara Hill, Lieutenant der Navy und Kryptographin im Pentagon, wird tot in ihrem Haus aufgefunden. Die Zeichen deuten auf Selbstmord hin. In ihrer Abteilung wird schon länger ein Maulwurf vermutet und Gibbs’ Team findet in Laras Haus deutliche Hinweise, dass sie dieser Maulwurf gewesen sein könnte. Doch Fußspuren beweisen, dass der Schein trügt. Verdächtigt wird das Mitglied der venezolanischen Botschaft Simon Roca. |           |                            |                    |                      |                                       |                     |                                      |                |
| 67 | 21        | Typisch Montag             | Bloodbath          | 25. Apr. 2006        | 3. Dez. 2006                          | Dennis Smith        | Steven Binder                        | 3,83 Mio.      |
| Abby ist unruhig, denn sie muss als Zeugin zum Gericht. Doch nicht nur die gehasste Kleidung macht sie verrückt, sondern auch ein Stalker, der sie seit Tagen verfolgt. Das NCIS-Team findet ein total verwüstetes Hotelzimmer. Der vermeintliche Tatort stellt sich aber gestellt heraus. Die dort gefundenen Drogen sind mit Zyankali verseucht, was Abby fast das Leben kostet. Hat dies mit ihrem alten Lover zu tun? |           |                            |                    |                      |                                       |                     |                                      |                |
| 68 | 22        | Brüder                     | Jeopardy           | 2. Mai 2006          | 10. Dez. 2006                         | James Whitmore, Jr. | David North                          | 3,57 Mio.      |
| Ein Drogendealer wird ins NCIS-Quartier gebracht. Als Ziva ihn mit dem Fahrstuhl nach oben bringen soll, bricht er tot zusammen. Der Bruder des Dealers entführt Director Shepard – um sie wieder frei zu lassen will er die Drogen und seinen Bruder zurückhaben. |           |                            |                    |                      |                                       |                     |                                      |                |
| 69 | 23        | Fünfzehn Jahre             | Hiatus (Part I)    | 9. Mai 2006          | 17. Dez. 2006                         | Dennis Smith        | Donald P. Bellisario                 | 3,96 Mio.      |
| Gibbs und das Team haben Hinweise auf den philippinischen Terroristen Pinpin Pula erhalten. Bei einem Treffen mit einem Informanten auf dem türkischen Frachter "Bakir Kamir" gerät Gibbs in eine Falle. Es kommt zu einer Explosion, die Gibbs nur schwer verletzt überlebt. Er fällt ins Koma und hat ein schweres Trauma zu verarbeiten. |           |                            |                    |                      |                                       |                     |                                      |                |
| 70 | 24        | Semper Fi                  | Hiatus (Part II)   | 16. Mai 2006         | 7. Jan. 2007                          | Dennis Smith        | Donald P. Bellisario                 | 3,94 Mio.      |
| Gibbs ist aus dem Koma erwacht, kann sich aber an keinen mehr erinnern. Er glaubt, noch immer Marine zu sein. Um seine Erinnerungen wachzurütteln, lässt Jenny seinen alten Chef Mike Franks aus Mexiko kommen. Dabei erfährt auch das Team ein dunkles Geheimnis aus Gibbs’ Vergangenheit: vor seinen drei Exfrauen hatte er eine Frau Shannon und eine Tochter Kelly, doch die sind umgebracht worden. Als er nach und nach sein Gedächtnis wiedererlangt, erkennt er das Anschlagsziel Pulas. Aber als die Verantwortlichen lieber ein Schiff in die Luft jagen lassen, als zuzugeben, dass sie ein Opfer von Terroristen wurden, quittiert Gibbs den Dienst. |           |                            |                    |                      |                                       |                     |                                      |                |

## Bonustracks auf DVD
- Der echte NCIS
- Montage – triff den Kopf (Eine Zusammenstellung Gibbs’scher Kopfnüsse)
- Der Runde Tisch
- Die Frauen des NCIS
- Der NCIS im Wandel